# Ekkokammer
Ekkokammer er det niende studiealbum fra den danske rapper L.O.C., der udkom den 25. oktober 2019 på hans eget pladeselskab SGMD.

## Spor
1. "Ny Religion"
2. "Drømmen Er Vores"
3. "Ekkokammer"
4. "Befri Dit Liv"
5. "X"
6. "Gud Bevare"
7. "Parafrase:Lanterne"
8. "99/19"
9. "Abu Constantin"